# Colonia Legión de María
Colonia Legión de María är en ort i Mexiko.   Den ligger i kommunen Coxquihui och delstaten Veracruz, i den sydöstra delen av landet, 180 km nordost om huvudstaden Mexico City. Colonia Legión de María ligger 402 meter över havet och antalet invånare är 209.
Terrängen runt Colonia Legión de María är kuperad åt sydväst, men åt nordost är den platt. Runt Colonia Legión de María är det tätbefolkat, med 356 invånare per kvadratkilometer. Närmaste större samhälle är Olintla, 13,2 km sydväst om Colonia Legión de María. Omgivningarna runt Colonia Legión de María är en mosaik av jordbruksmark och naturlig växtlighet.